# The Feeding of the 5000
The Feeding of the 5000 è il primo album della band punk inglese dei Crass, pubblicato nel 1978.

## Il disco
Il disco venne concepito dopo che Pete Stennett, proprietario della Small Wonder Records, sentì una loro demo. Ben impressionato dal materiale della band, decise di realizzare invece di un singolo, un album intero contenente 18 tracce.
Ci furono però problemi quando il disco doveva essere stampato, dato che i lavoratori dello stabilimento di stampa irlandese incaricata, rifiutarono di stamparlo probabilmente per il contenuto blasfemo della canzone Reality Asylum (indicata come Asylum nel disco). Il disco allora venne realizzato senza questo pezzo, sostituito da una traccia di due minuti di silenzio, ironicamente intitolata The Sound of Free Speech. Questo problema fece capire ai Crass che per avere un controllo totale sul loro lavoro dovevano avere una loro casa discografica, e così nacque la Crass Records. Il pezzo Reality Asylum fu quindi successivamente nuovamente registrato e stampato sotto forma di 7". Nella ristampa dell'album del 1981 (sottotitolata The Second Sitting), realizzata dalla Crass Records, ritroviamo il pezzo nella sua posizione originale.
La canzone They've Got a Bomb contiene un periodo di silenzio, ispirato al pezzo di John Cage 4'33". La band aveva avuto molta influenza dai lavori di Cage, e pensò che l'idea di un periodo di silenzio durante una traccia eseguita dal vivo, potesse improvvisamente fermare l'energia, il ballo ed il rumore, per permettere al pubblico di potersi confrontare temporaneamente e considerare la realtà della guerra nucleare.

## Tracce
1. Asylum – 2:06
2. Do They Owe Us a Living? – 1:24
3. End Result – 2:04
4. They've Got a Bomb – 3:48
5. Punk Is Dead – 1:48
6. Reject of Society – 1:08
7. General Bacardi – 0:59
8. Banned From the Roxy – 2:14
9. G's Song – 0:36
10. Fight War, Not Wars – 0:42
11. Women – 1:15
12. Securicor – 2:28
13. Sucks – 1:38
14. You Pay – 1:44
15. Angels – 2:08
16. What a Shame – 1:11
17. So What – 3:05
18. Well?....Do They? – 1:32

## Formazione
- Steve Ignorant - voce
- Joy De Vivre - voce
- Eve Libertine - voce
- Phil Free - chitarra, voce
- N.A. Palmer - chitarra, voce
- Pete Wright - basso, voce
- Penny Rimbaud - batteria